# Apatura luteissima
Apatura luteissima är en fjärilsart som beskrevs av Ruggero Verity 1919. Apatura luteissima ingår i släktet Apatura och familjen praktfjärilar. Inga underarter finns listade i Catalogue of Life.